# مطار جاو
مطار جاو (بالإنجليزية: Gau Airport)‏ (إياتا: NGI، إيكاو: NFNG) هو مطار في جزيرة جاو، إحدى جزر لومايفيتي (بالإنجليزية: Lomaiviti)‏ في فيجي . تشغله شركة مطارات فيجي المحدودة.

## مرافق
المطار على ارتفاع 50 قدم (15 م) فوق مستوى سطح البحر . وله مدرج واحد بطول 754 متر (2,474 قدم) .

## شركات الطيران والوجهات
| شركـات طيـران | الوجهات             |
| ------------- | ------------------- |
| طيران الشمال  | مطار ناوسوري الدولي |

## روابط خارجية
- تاريخ الحوادث لـ (NGI / NFNG) على شبكة سلامة الطيران.